# El Senyor dels Anells: La batalla per la Terra Mitjana
El Senyor dels Anells: La batalla per la Terra Mitjana (en anglès The Lord of the Rings: The Battle for Middle Earth) és un videojoc d'estratègia basat en les pel·lícules d'El Senyor dels Anells. Fou editat per EA el 2004.